# Энгозеро (посёлок)
Э́нгозеро (карел. Enkijärvi) — посёлок в Лоухском районе Республики Карелия. Входит в состав Амбарнского сельского поселения.

## География
Посёлок находится на берегах одноимённого и Станционного озёр, на расстоянии 56 км к востоку от автомобильной дороги федерального значения М18 «Кола» и 51 км к юго-востоку от посёлка городского типа Лоухи, административного центра района.

## История
Основан как железнодорожная станция при строительстве Мурманской железной дороги (далее Октябрьской железной дороги) в 1916 году.

## Население
| 2002 | 2009 | 2010 | 2013 |
| ---- | ---- | ---- | ---- |
| 753  | ↘578 | ↗580 | ↘537 |

## Улицы
| - ул. Василеостровская, - ул. Верхняя, - ул. Лесная, | - ул. М. А. Парахина, - ул. Н. П. Жигалова, - ул. Новая, | - ул. Пионерская, - ул. Советская, - ул. Школьная. |

## Транспорт
В посёлке расположена железнодорожная станция «Энгозеро» Октябрьской железной дороги на линии Санкт-Петербург — Мурманск, на которой останавливаются поезда дальнего следования, в частности поезд «Арктика».

## Достопримечательности
В центре посёлка сохраняется памятник истории — могила военного лётчика, младшего лейтенанта Николая Петровича Жигалова (1923—1943), погибшего 24 сентября 1943 года в воздушном бою над Энгозером.

## Галерея
- Энгозеро
- Жилой дом
- улица Парахина
- Жилые дома
- Жилой дом
- Продовольственный магазин